# Seilbahn Blida – Chréa

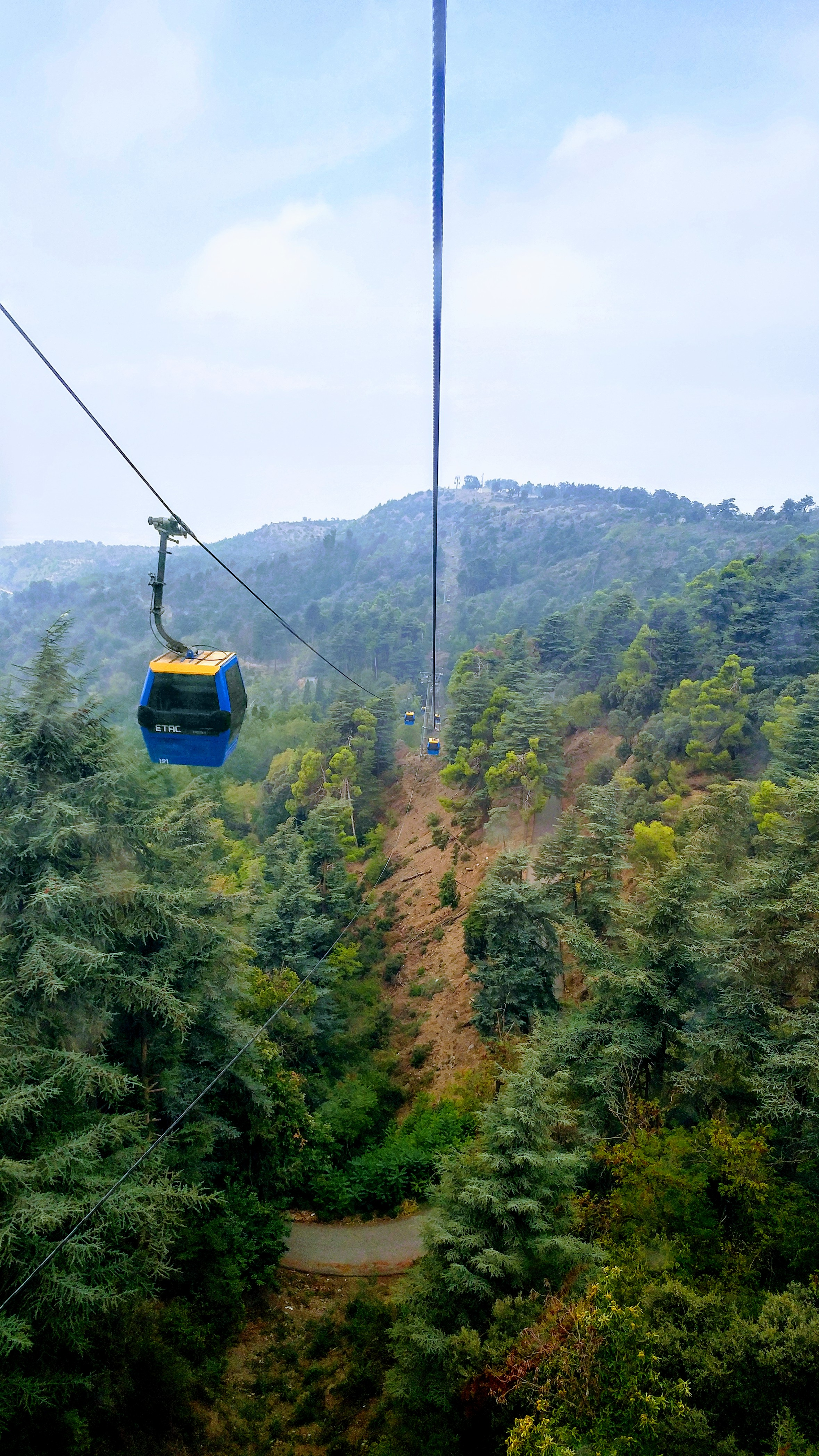
Seilbahn Blida – Chréa

Die Seilbahn Blida – Chréa verbindet den im Norden Algeriens auf nur 260 m Höhe über dem Meeresspiegel gelegenen Ort Blida mit dem auf fast 1500 m Höhe im Tellatlas gelegenen Chréa, einem beliebten Ski- und sommerlichen Erholungsort. Die einzige Alternative ist die sehr gewundene, 18 km lange Straße RN 37.
Die erste Seilbahn war eine 1984 von Poma errichtete Gondelbahn, die aber 1993 wegen des algerischen Bürgerkriegs eingestellt und anschließend zerstört wurde.
Nach mehr als 15 Jahren wurde am 18. Januar 2009 eine neue Gondelbahn eröffnet, die ebenfalls von Poma gebaut wurde, wobei die Entreprise du métro d’Alger (EMA) als Bauherr und Auftraggeber fungierte. Betrieben wird sie von der ETUB – Entreprise des transports urbains de Blida, der städtischen Transportgesellschaft.
Die Talstation liegt am Stadtrand von Blida in unmittelbarer Nähe des Fußballstadions. Von dort geht die Seilbahn zur Mittelstation Beni Ali in mehr als 900 m Höhe, die als Winkelstation ausgebildet ist. Die Bergstation liegt etwas unterhalb des Ortes an einem Skihang. Die Fahrt bietet einen weiten Blick über Blida und das Mitidja-Tal, bei guter Sicht bis zum Mittelmeer.  In der Nähe der Bergstation befindet sich ein Sessellift.
Die Seilbahn ist insgesamt 7,15 km lang und gehört damit zu den längsten Einseilumlaufbahnen der Welt. Sie hat 138 Kabinen mit je 6 Plätzen. Während die alte Bahn gelbe Kabinen hatte, sind die neuen Kabinen blau und haben ein gelbes Dach. Die Kabinen fahren mit einer Geschwindigkeit von 5 m/s (18 km/h) über 68 Seilbahnstützen. Die Bahn erreicht damit eine Förderleistung von 900 Personen pro Stunde.